# Mardicas

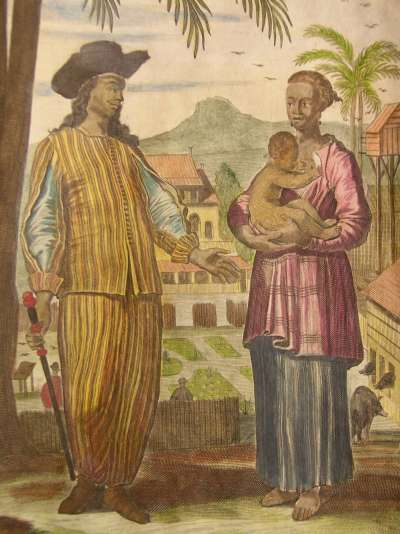
Um mardica com a sua esposa; Churchill 1704

Os mardicas (em neerlandês: Mardijker) eram uma comunidade composta por descendentes de escravos libertos que estiveram presentes em todos os entrepostos comerciais das Índias Orientais.
Os ancestrais dos mardicas eram escravos portugueses originários da Índia, África e da península Malaia, levados para a Indonésia pela Companhia Holandesa das Índias Orientais, especialmente após a conquista de Malaca pelos Países Baixos em 1641, na época em que os falantes de português da cidade foram capturados. Também havia mascaras de Pampanga (Lução), chamadas papangeres pelos holandeses.